# Malnaș-Băi
Malnaș-Băi (węg. Málnásfürdő) – wieś w Rumunii, w okręgu Covasna, w gminie Malnaș. W 2011 roku liczyła 434 mieszkańców.